# Miączyn (Lublin)
Miączyn is een dorp in het Poolse woiwodschap Lublin, in het district Zamojski. De plaats maakt deel uit van de gemeente Miączyn en telt 710 inwoners.